# John J. Rooney (polityk)
John James Rooney (ur. 29 listopada 1903 w Brooklynie, zm. 26 października 1975 w Waszyngtonie) – amerykański polityk, członek Partii Demokratycznej.

## Działalność polityczna
W okresie od 6 czerwca 1944 do 3 stycznia 1945 był przedstawicielem 4. okręgu, następnie do 3 stycznia 1953 przez cztery kadencje przedstawicielem 12. okręgu, a od 3 stycznia 1953 do rezygnacji 31 grudnia 1974 przez jedenaście kadencji był przedstawicielem 14. okręgu wyborczego w stanie Nowy Jork w Izbie Reprezentantów Stanów Zjednoczonych.